# Eumeekia tincta
Eumeekia tincta là một loài bướm đêm trong họ Geometridae.